# ماركيس والمبرج - هالن

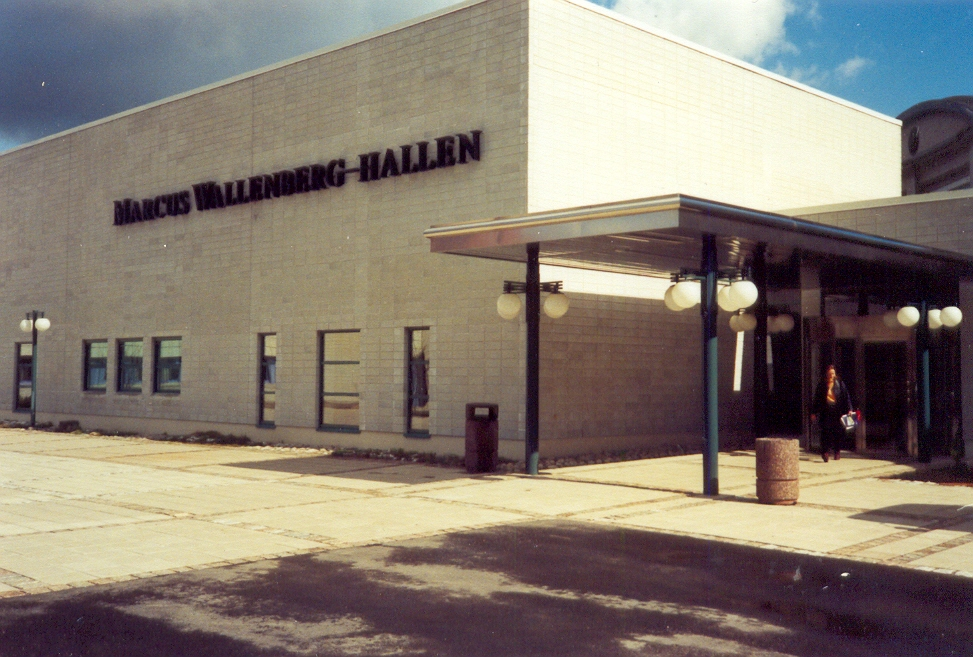

ماركيس والمبرج - هالن هو متحف للمركبات والمحركات يقع في مدينة سوديرتلج في مملكة السويد ,وتأتي كلمة هالن بمعنى قاعة,
من معروضات المتحف مركبات شركة سكانيا وأول سيارة سويدية خاصة تم إنتاجها عام 1903 م كذلك يحتوي المعرض على دراجات هوائية ودراجات نارية ومركبات عسكرية وحافلات وشاحنات ودبابات بالإضافة عربات وقاطرات سكك حديدية, كما يحتوي المتحف على بعض العربات الحديثة.